# Barichneumon lituratae
Barichneumon lituratae är en stekelart som först beskrevs av Hartig 1838.  Barichneumon lituratae ingår i släktet Barichneumon och familjen brokparasitsteklar. Inga underarter finns listade.